# Riotord
Riotord – miejscowość i gmina we Francji, w regionie Owernia-Rodan-Alpy, w departamencie Górna Loara.
Według danych na rok 1990 gminę zamieszkiwało 1228 osób, a gęstość zaludnienia wynosiła 24 osoby/km² (wśród 1310 gmin Owernii Riotord plasuje się na 177. miejscu pod względem liczby ludności, natomiast pod względem powierzchni na miejscu 30.).